# Hwang Jae-won
Hwang Jae-won (13 de abril de 1981) é um futebolista profissional sul-coreano que atua como defensor.

## Carreira
Hwang Jae-won representou a Seleção Sul-Coreana de Futebol na Copa da Ásia de 2011.